# زاوية العذراء
أو إيتا العذراء Eta Virginis اسمه التقليدي Zaniah مشتق من الاسم العربي وهو نجم في كوكبة العذراء . يبعد حوالي 204 سنة ضوئية عن الشمس و يملك قدر ظاهري +3.9 . ينتمي إلى الفئة الطيفية A2IV .
على الرغم من أنه يبدو نجم أحادي في أي تلسكوب , أظهر المراقبة خلال خسوف القمر أنه يتألف من نظام نجمي ثلاثي يتألف من نجمين يبعدان 0.5 وحدة فلكية و الثالث ابعد من ذلك.
لأن زاوية العذراء يقع على مسير الشمس فإنه يمكن يخسف بالقمر أو بالكواكب 